# لي سميث (لاعب كرة قدم أمريكية)
لي سميث (بالإنجليزية: Lee Smith)‏ هو لاعب كرة قدم أمريكية أمريكي، ولد في 21 نوفمبر 1987 في Powell, Tennessee ‏ في الولايات المتحدة.

## وصلات خارجية
- لي سميث على موقع مرجع كرة القدم المحترفة.كوم (الإنجليزية)